# Hrouzek Kesslerův
Hrouzek Kesslerův (Romanogobio kesslerii, Dybowski 1862) je malá sladkovodní ryba patřící do řádu máloostní (Cypriniformes), čeledi kaprovití (Cyprinidae), podčeledi Gobioninae.

## Morfologie
Hrouzek Kesslerův je podobný ostatním hrouzkům. Jedná se však o drobnější rybu dorůstající maximálně 12 cm. Tělo je mnohem štíhlejší. Ocasní násadec je užší, válcovitý a delší, než u hrouzka obecného (Gobio gobio). Skvrny na ocasní ploutvi jsou pravidelně seřazeny většinou do dvou řad a kopírují linii ploutve. U hrouzka obecného jsou rozmístěny nepravidelně nebo ve více řadách. Hrouzek Kesslerův má také delší vousky než hrouzek obecný. Vousky dosahují až k zadnímu okraji oka. Obvykle má na hřbetní ploutvi 2-3 tvrdé paprsky a 8 měkkých rozvětvených paprsků. Hrouzek běloploutvý (Romanogobio albipinnatus), se kterým je často zaměňován, má měkkých větvených paprsků hřbetní ploutve obvykle pouze 7.

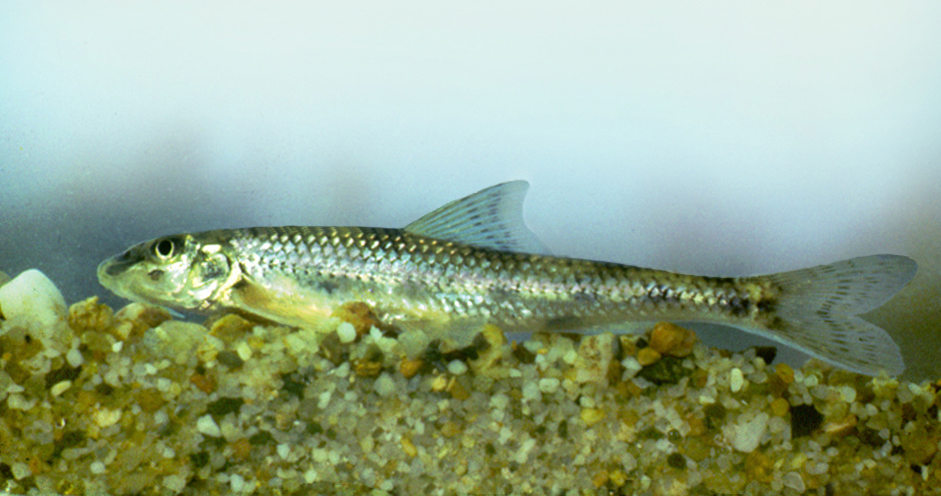
Hrouzek Kesslerův

## Biologie a potrava
O biologii tohoto druhu není známo mnoho informací. Hrouzek Kesslerův je sladkovodní ryba. Vyskytuje se u dna čistých toků. Druh je vázaný na mělčí, proudivé, peřejnaté úseky se štěrkem a oblázky na dně. Na dně toků tvoří malá hejna. Jedná se o všežravce. Potravu tvoří jak drobní bezobratlí živočichové, vyskytující se mezi kameny, tak i nánosy řas.

## Rozmnožování
Hrouzek Kesslerův se dožívá pěti let. Rozmnožování tohoto druhu není dobře prozkoumáno. Na Zakarpatské Ukrajině se rozmnožuje v období května a června. Podle studie z Rumunska se rozmnožuje v období června. Dospělci v této době vyhledávají spíše rychlejší části toků s výskytem oblázků, písku a částí rostlin na dně. Pro mladé jedince jsou naopak důležitější pomalejší a mělčí toky s písčitým dnem. Vajíčka jsou spojena se substrátem.

## Výskyt
Hrouzek Kesslerův byl v České republice poprvé pozorován v roce 1950 v Bečvě. Česká republika představuje západní hranici výskytu druhu. Přirozeně se vyskytuje ve střední a jihovýchodní Evropě v povodí řeky Dunaj, Dněstr a Visla.
Hrouzek Kesslerův je na Červeném seznamu mihulí a ryb České republiky a stejně tak ve vyhlášce 395/1992 Sb. zařazen do kategorie kriticky ohrožený druh. V České republice se tento druh hrouzka vyskytuje pouze ve středním toku Moravy a dolním toku Bečvy ve formě málo početných, ostrůvkovitých populací. Pro hrouzka Kesslerova existují na těchto místech dvě evropsky významné lokality (EVL). Jedná se o EVL Morava-Chropyňský luh a EVL Bečva-Žebračka. Podle studií z roku 2017 byly počty jedinců v Bečvě pod hranicí detekovatelnosti. Naopak v Moravě se jejich počty zvyšovaly. V posledních letech byl však výskyt potvrzen pouze v Bečvě - přírodní meandrující úsek Grymov-Oldřichov se štěrkovými plážemi.

## Ohrožení a ochrana
Hlavním faktorem, který negativně působí na populaci hrouzků je lidská činnost narušující přirozenou morfologii řek, tj. kanalizace toků. Lidská činnost zahrnuje především úpravu koryt řek (např. napřimování toků a odstraňování meandrů) a těžbu štěrkových lavic. Znečišťování vody je dalším významným faktorem, který má za následek snižování počtů jedinců tohoto druhu. Hrouzek Kesslerův totiž vyhledává čisté tekoucí vody.
Hrouzci jsou vlivem změny přirozených a optimálních podmínek nuceni vyhledávat nová trdliště ve zhoršených podmínkách, což má za následek zhoršení reprodukční úspěšnosti, zvýšení hybridizace (křížení s hrouzkem obecným a běloploutvým, kteří se vyskytují na stejných lokalitách), a tím pádem i snížení početnosti původních druhů. Hlavním opatřením v ochraně populací hrouzka je především revitalizace toků, zachování či obnovení přirozených toků, podpora diverzity ekosystému, možná by byla i ochrana populací pomocí umělé reprodukce nebo vysazováním jedinců.

## Zajímavosti
Slovo (rod) hrouzek je odvozeno od slovesa "hroužiti se". Jedním z významů tohoto slovesa je potápění, ponořování se ke dnu. Dříve se místo pojmenování hrouzek používalo např. řízek.